# Карлоу (графство)
Ка́рлоу (ирл. Ceatharlach; англ. Carlow) — графство на юге Ирландии. Входит в состав провинции Ленстер на территории Республики Ирландии. Административный центр и крупнейший город — Карлоу. Население — 54 612 человек (24-е место среди графств Ирландской республики; данные 2011 г.).

## География
Площадь территории 897 км² (25-е место).
Название Карлоу происходит от древнеирландской местности, называемой Кахаарлак (Ceatharlach), что означает «четыре озера» или «город на четырех озерах». На востоке графство граничит с горами Блэкстейрз (Blackstairs), а на западе – с возвышенностью Киллешин Хиллз (Killeshin Hills).